# تيم هيوز
تيم هيوز (25 سبتمبر 1943 في المملكة المتحدة - )  (بالإنجليزية: Tim Hughes)‏ هو لاعب كريكت بريطاني. لعب مع نادي مقاطعة دورهام للكريكت ‏.